# María Victoria Álvarez
María Victoria Álvarez és una activista i exparella de Jordi Pujol Ferrusola, fill de l'expresident de la Generalitat de Catalunya, Jordi Pujol. Va ser coneguda per les seves declaracions públiques sobre la seva relació amb Pujol Ferrusola i les implicacions d'aquesta relació en diversos casos judicials. En 2014, Álvarez va revelar informació que va ser utilitzada en investigacions judicials relacionades amb presumptes activitats il·legals de la família Pujol.
Les seves declaracions i la seva implicació en aquests casos han estat objecte de debat i investigació en els mitjans de comunicació i en l'àmbit judicial. Es va informar que el Ministeri de l'Interior espanyol va pagar amb fons reservats a l'exparella de Jordi Pujol Ferrusola, segons una notícia publicada per l'Ara.